# Naturschutzgebiet Grube Weiß

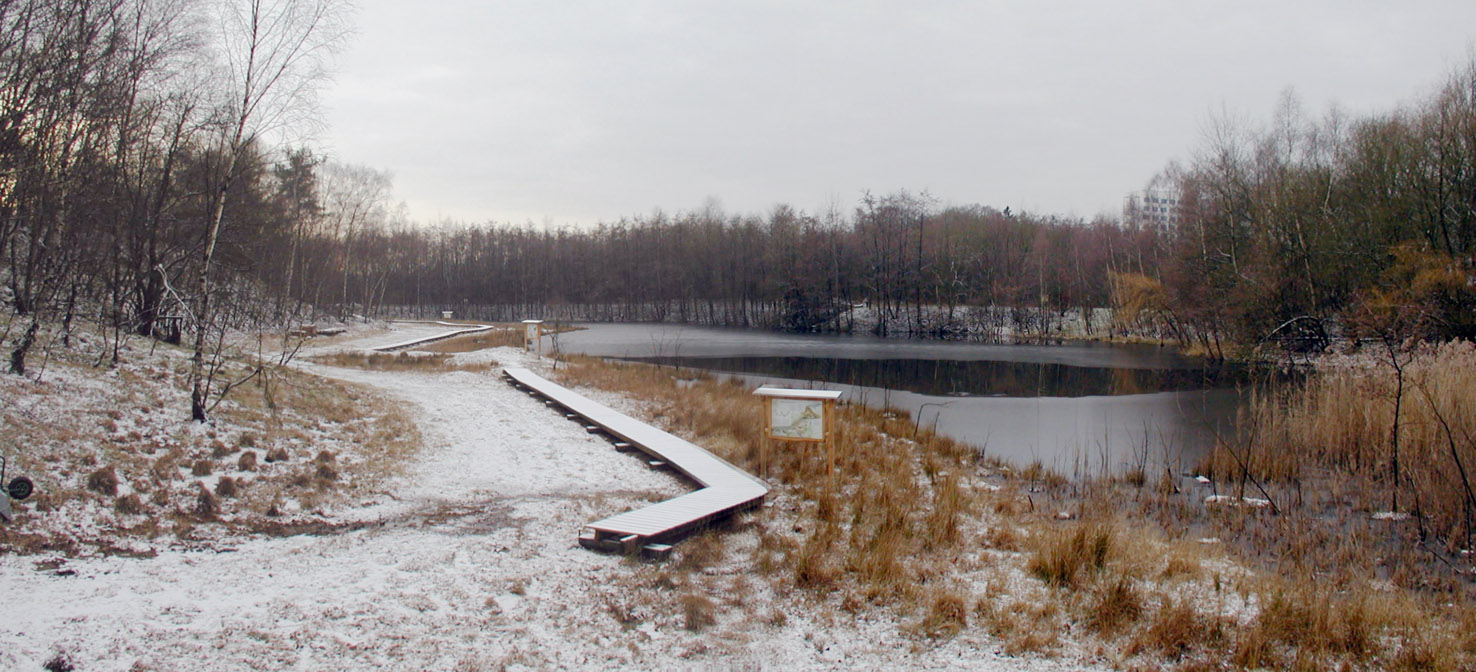
Lehrpfad im Naturschutzgebiet (2003)

Das Naturschutzgebiet Grube Weiß erstreckt sich im Stadtteil Moitzfeld von Bergisch Gladbach zwischen dem TechnologiePark Bergisch Gladbach und Meisheide im Westen, sowie den Ortsteilen Grube Weiß im Norden, Steinacker im Osten und Obereschbach im Süden. Das Gebiet liegt vollständig auf den alten Abraumhalden aus den Schächten und der Flotationsanlage der Grube Weiß, sowie der ehemaligen Müllhalde der damals noch selbständigen Stadt Bensberg. Das Naturschutzgebiet ist vollständig eingezäunt.

## Geschichte
Nachdem die Grube Weiß 1930 ihren Untertagebau eingestellt hatte, blieb die Schachthalde des Hauptschachts in der Nähe von Steinacker bis auf den heutigen Tag unverändert liegen. Anders verlief es mit den Kieshalden aus der Aufbereitungsanlage, die man in Richtung Obereschbach abgelagert hatte. Sie wurden von jetzt an mit einer Feldbahn zur Flotation gefahren und dort erneut durchgesetzt, weil sie immer noch Resterze in wirtschaftlich günstigen Mengen enthielten. Die Abfallprodukte in Form von feinem Sand wurden auf großen Halden über zwei Stufen in Richtung Obereschbach abgelagert. Nach dem Zweiten Weltkrieg wurden auch die Halden der Grube Washington, Grube Blücher und Grube Berzelius in gleicher Weise verarbeitet. Dieser Betrieb wurde am 1. Dezember 1957 eingestellt. Fast alle Gebäude wurden dem Erdboden gleichgemacht.
Von 1962 bis 1972 betrieb die ehemalige Stadt Bensberg auf der unteren Flotationshalde eine Müllkippe für Hausmüll und Bauschutt, die am Schluss bis fast an die Straße von Bensberg nach Untereschbach reichte (L 136). Das hier entstehende Deponiegas wurde seit 1981 von der Interatom GmbH abgezogen und verwertet.

### Naturlehrpfad

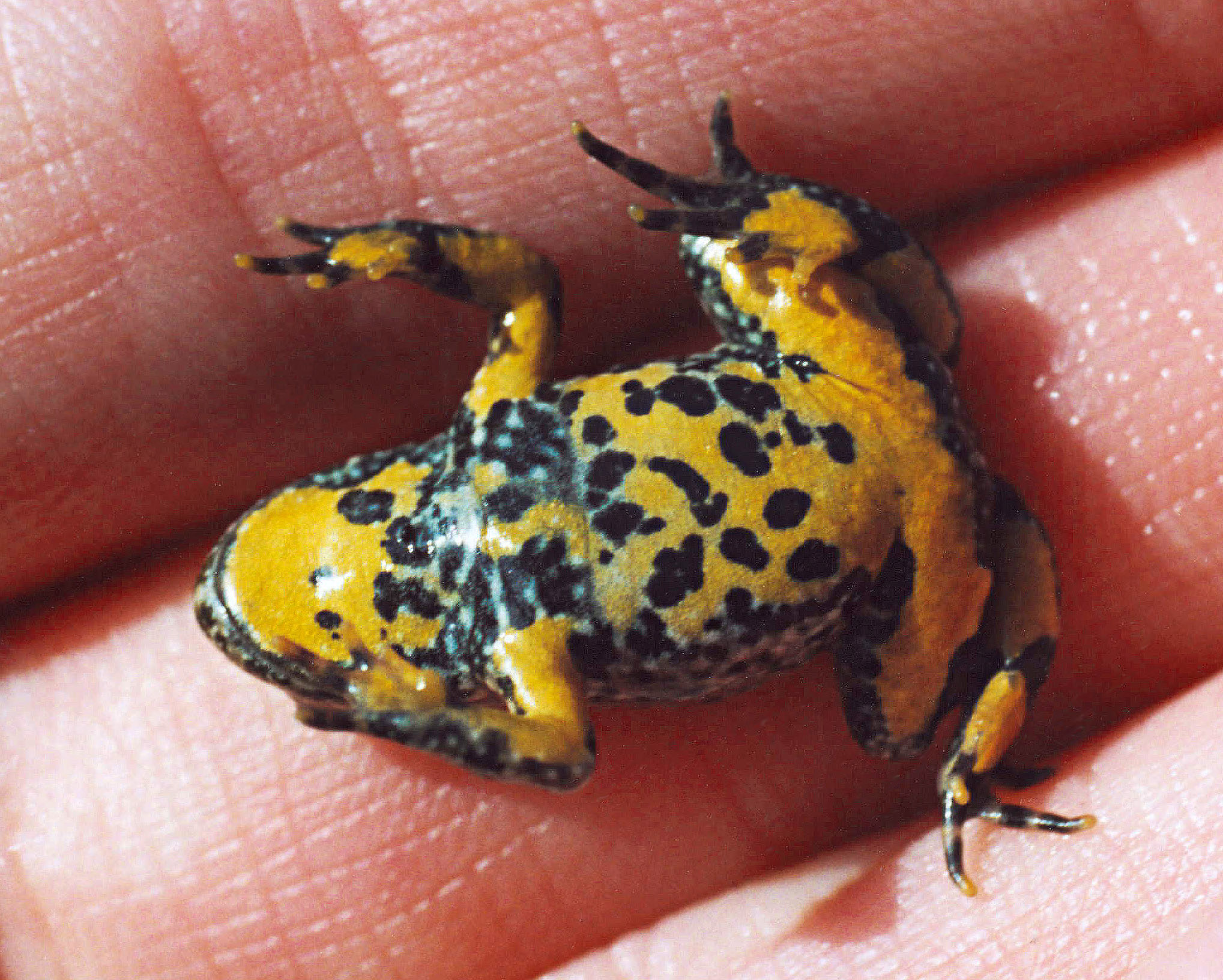
Gelbbauchunke auf dem Rücken liegend

Im Jahr 2001 wurde das Gelände zum Gebiet von gemeinschaftlicher Bedeutung (GGB) vorgeschlagen. Das führte zur Einzäunung des gesamten Geländes. In diesem Zusammenhang wurde es im Rahmen der Rekultivierung mit Erdaushub verfüllt. Übrig blieb eine obere und eine untere Terrasse mit jeweils einem großen Absetzteich. Im Übrigen ist das Gelände strukturiert durch Baum- und Strauchzonen, Feucht- und Trockenrasen sowie vegetationslose kiesige Bereiche und vegetationslose Steilhänge.
Seit 2002 werden hier Ziegen gehalten, deren Aufgabe es ist, die Verbuschung und Bewaldung des Gebietes aufzuhalten und für eine Erweiterung der waldfreien Flächen zu sorgen. Dies ist notwendig, weil die besonders geschützten Gelbbauchunken und viele andere in der Grube Weiß lebende seltene Tier- und Pflanzenarten sonnige, warme Lebensräume benötigen. Am 5. Oktober 2003 wurde der Naturlehrpfad offiziell eingeweiht.

### FFH-Gebiet
Seit dem Jahr 2004 ist das ehemalige Haldengelände der Grube Weiß als Natura 2000-Gebiet nach der Richtlinie 92/43/EWG (Fauna-Flora-Habitat-Richtlinie) mit der Gebietsnummer DE-5009-301 unter dem Namen Tongrube Weiß deklariert. Der besondere Schutz gilt vor allem der Gelbbauchunke, der Zauneidechse sowie der Geburtshelferkröte. Außerdem kommen hier auch Erdkröten, Wasserfrösche, Feuersalamander, Berg- und Teichmolche vor. Um deren Population zu stabilisieren, ist es erforderlich, über ein abgestimmtes Pflegekonzept die vorhandenen Land- und Laichhabitate zu erhalten und zu fördern.

### Naturschutzgebiet

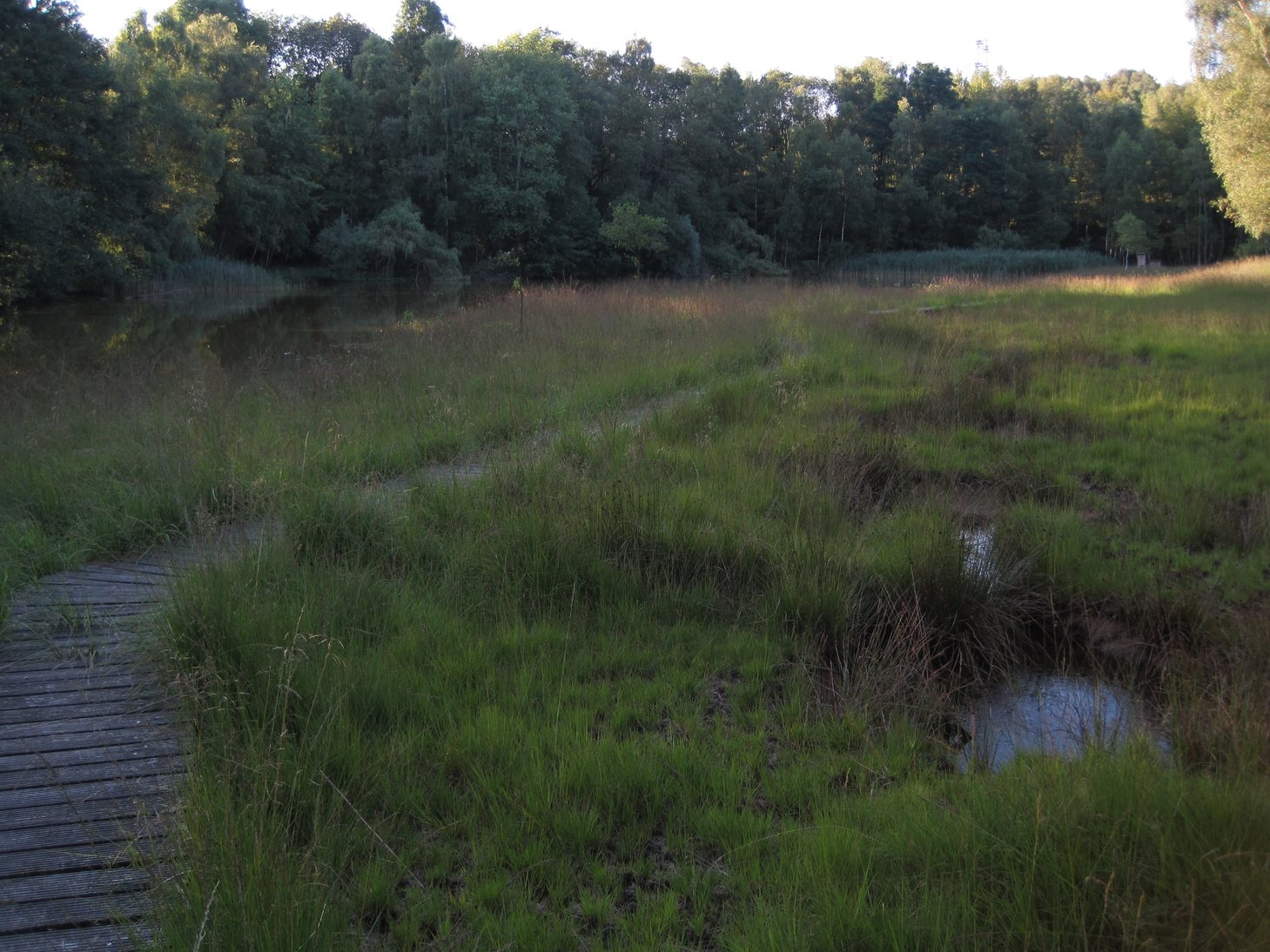
Der untere Teil (südlich) im Naturschutzgebiet

Das Landesamt für Natur, Umwelt und Verbraucherschutz Nordrhein-Westfalen hat das Gebiet 2005 auch als Naturschutzgebiet anerkannt. Dabei decken sich die Förderziele mit denen der FFH-Richtlinie.
Besonders werden folgende Schutzzwecke verfolgt:
- Erhaltung und Entwicklung der aufgelassenen Grube als wertvoller Sekundärlebensraum für zahlreiche, zum Teil in ihrem Bestand bedrohte Tier- und Pflanzenarten,
- Erhaltung und Entwicklung von biogeographisch bedeutsamen Arten sowie von auf Sekundärlebensräume und auf relativ ungestörte Bereiche angewiesene Amphibien- und Reptilienarten,
- Erhaltung des abwechslungsreichen Mosaiks verschiedenartiger, eng verzahnter Biotope, wie Sukzessionswald, Gebüsch, Gewässer und Brachflächen in verschiedenen Stadien und der dort vorkommenden Lebensgemeinschaften.[7]

Neben dem Vorkommen im benachbarten Naturschutzgebiet Tongrube Oberauel ist die Grube Weiß der einzige derzeit bekannte Lebensraum von Gelbbauchunken im Bergischen Land.